# Bassozetus taenia
Bassozetus taenia är en fiskart som först beskrevs av Günther, 1887.  Bassozetus taenia ingår i släktet Bassozetus och familjen Ophidiidae. Inga underarter finns listade.

## Bildgalleri

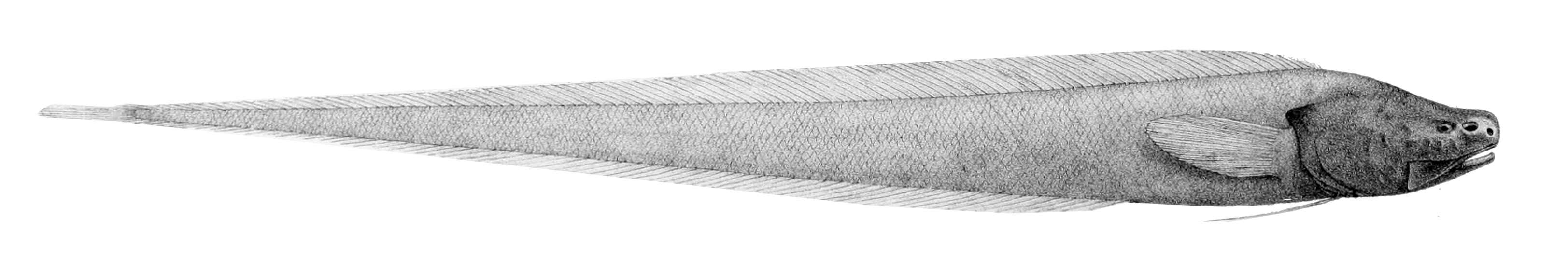
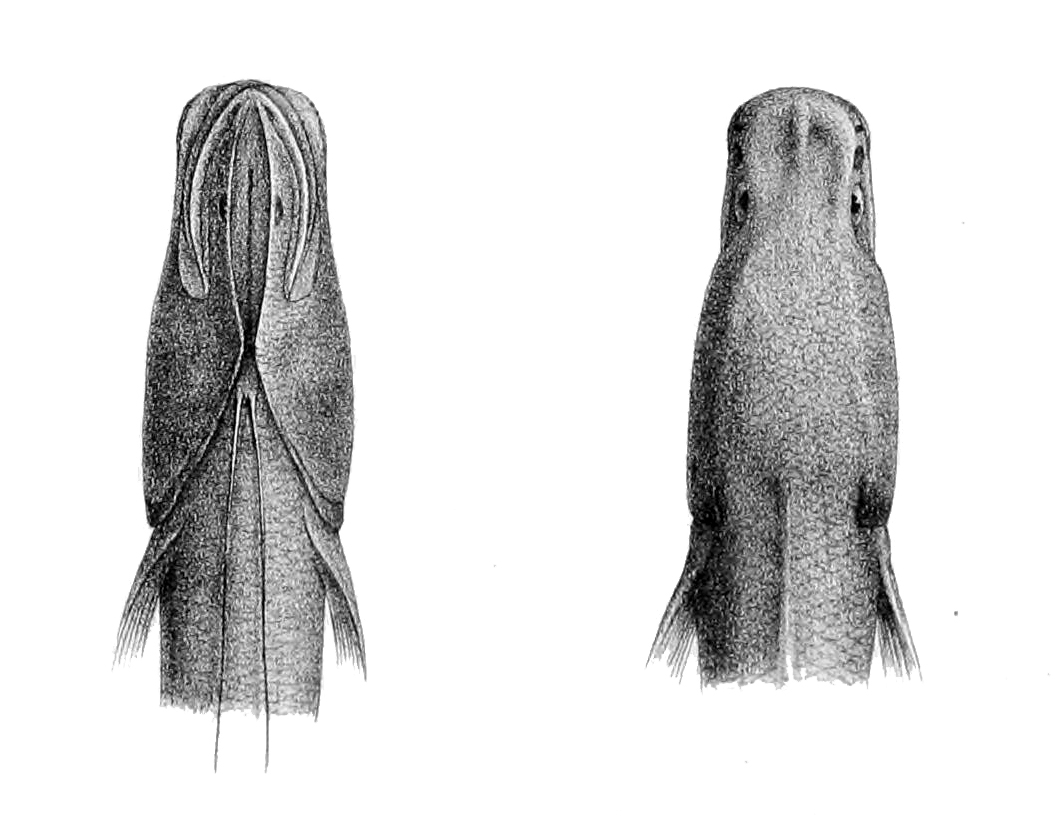